# Mailbom
Een (e-)mailbom is een vloedgolf van vele en/of grote e-mails, bedoeld om de ontvangende computer lam te leggen.
De ontvangst en verwerking van e-mails vraagt een zekere tijd van de ontvangende computer en deze heeft doorgaans ook een beperkte opslagcapaciteit. Een onverwacht groot aanbod van e-mails kan tot een overbelasting leiden, waardoor de betreffende computer niet meer tot andere taken komt. In het (veelvoorkomende) geval van slecht ontworpen software kan de computer zelfs crashen. In het geval van een beperkte opslagcapaciteit wordt de ontvangst van verdere e-mail onmogelijk gemaakt totdat het postvak met binnenkomende post geleegd wordt.
Een dergelijke actie kan ertoe leiden dat de internetprovider de toegang voor de dader afsluit.